# Cartilagini corniculate
La cartilagini corniculate o cartilagini di Santorini sono due strutture cartilaginee facenti parte delle cartilagini accessorie della laringe. Molte volte sono considerate come parte delle cartilagini aritenoidi.

## Disposizione e rapporti
Queste due cartilagini fanno parte delle cartilagini laringee e sono in rapporto con le aritenoidi con cui sono legate tramite le articolazioni aricorniculate.
Tramite il legamento cricocorniculato o legamento giugale (uno dei legamenti intrinseci della laringe) le corniculate sono unite al margine superiore della lamina cricoidea.

## Struttura
Le cartilagini corniculate sono due piccoli coni di cartilagine elastica a forma di uncino incurvato indietro.